# مدال آلبرت
مدال آلبرت (به انگلیسی: Albert Medal) انجمن سلطنتی هنر (RSA) در سال ۱۸۶۴ میلادی به‌ عنوان یادبودی برای آلبرت ساکس تأسیس شد، که ۱۸ سال رئیس این انجمن بود. این مدال برای نخستین بار در سال ۱۸۶۴ میلادی و به‌دلیل «شایستگی برجسته در ترویج هنر، صنایع و تجارت» اهدا شد. ماری کوری، لویی پاستور، توماس ادیسون، لرد رایلی، ارنست رادرفورد، مایکل فارادی، از جمله افراد برجسته‌ای هستند که این جایزه به آن‌ها تعلق گرفته‌ است. 